# Schmidt-Kolbe-System

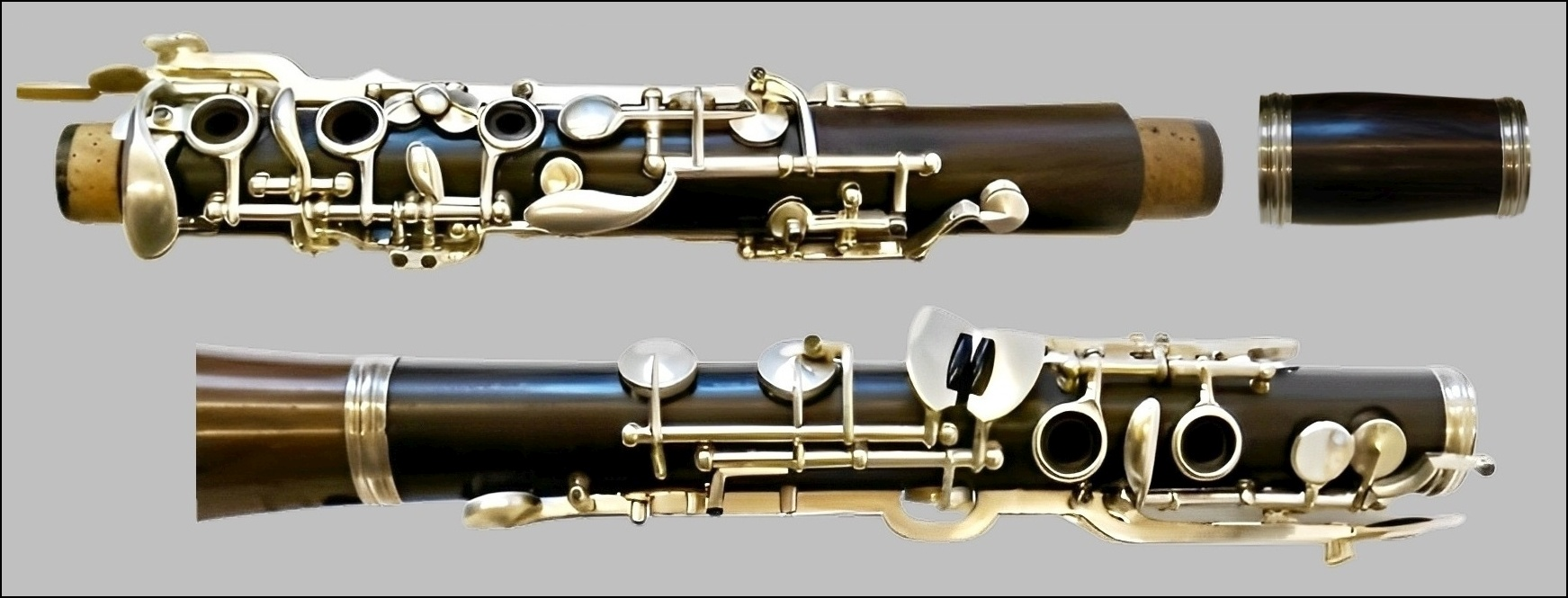
Schmidt-Kolbe-Klarinette von Fritz Wurlitzer

Das Schmidt-Kolbe-System ist ein Griffsystem für deutsche Klarinetten, das 1905 von dem Klarinettisten Ernst Schmidt aus Mannheim entwickelt und patentiert wurde, um die Hauptfehler des Oehler-Systems zu beheben.

## Geschichte
Kurz nach dem Erscheinen der Oehler-Klarinette und als Kritik an ihr entwickelte der Mannheimer Klarinettist  Ernst Schmidt  in Zusammenarbeit mit einem Wissenschaftler der Akustik eine weitere Klarinette mit deutschem Griffsystem, jedoch in anderer Bauweise und mit teilweise anderen bzw. zusätzlichen Mechanismen ausgestattet, die bestimmte Mängel der Oehler-Klarinette vermied. Diese Klarinette wurde nach dem Instrumentenbauer Louis Kolbe in Altenburg benannt, mit dem Schmidt zunächst zusammenarbeitete. Als er sich mit ihm wegen des Misserfolgs der ersten Ausführungen dieses neuen Systems Mitte 1935 zerstritt, übernahm Fritz Wurlitzer (1888–1984), der Vater von Herbert Wurlitzer (1921–1989), nach einer Überarbeitung ab 1937 mit Erfolg die Fertigung dieses Typs (zeitweise auch die Firma Hammerschmidt & Söhne), während er weiterhin Oehler-Klarinetten herstellte. Mit dem Ende seiner Berufstätigkeit Mitte der 1970er Jahre endete auch die Produktion der Schmidt-Kolbe-Klarinette, obwohl diese Variante des deutschen Systems Vorteile gegenüber der Oehler-Klarinette aufwies und von namhaften Solisten gespielt wurde. Heute kann man sie nur noch gebraucht erwerben.

## Bauweise

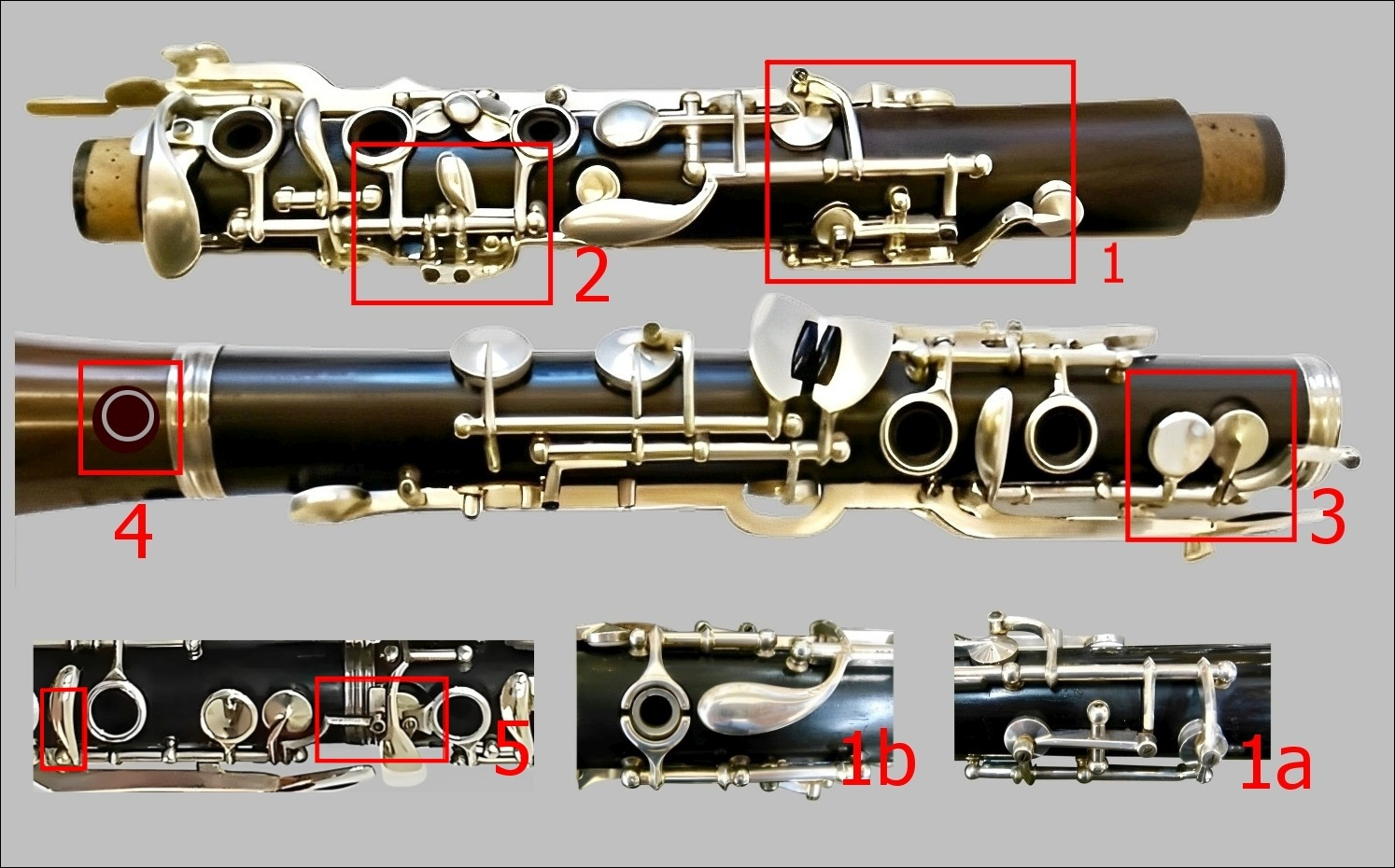
1. Getrennte Hülsen für den Ton B' und das Überblasloch, 1a Mechanismus von der Seite, 1b von unten
2. Mechanismus für Gabel-F'
3. Blinder Deckel und Resonanzklappe
4. Offenes Tonloch im Becher
5. Verbindung zwischen Ober- und Unterstück, ermöglicht zusammen mit der Klappe für B bzw-. Fis" einen B/Cis'- und einen Fis"/Gis"-Triller.

Die Schmidt-Kolbe-Klarinette weist die folgenden Veränderungen gegenüber der Oehler-Klarinette auf:
1. Das Tonloch für das eingestrichene B und das Überblasloch waren bis dahin nicht nur bei der Oehler-Klarinette, sondern auch bei allen anderen identisch. Die Folgen waren und sind ein hohl klingendes B und Ungenauigkeiten in der Intonation des dritten Registers. Schmidt vermied beide Mängel, indem er in einem komplizierten Mechanismus zwei getrennte Tonlöcher schuf, wobei das Überblasen automatisch erfolgte (sh. nebenstehende Abbildung Detail 1, 1a und 1b). Für das Registerloch er verwendete ein Loch mit kleinem Durchmesser, das weiter oben am Instrument angebracht wurde, um leichter das Clarin-Register (zweites oder mittleres Register) zu erreichen, und für das B ein Loch mit größerem Durchmesser, das etwas tiefer liegt, um ein B zu erhalten, das gleichmäßiger abgestrahlt wird. Dieser  Mechanismus wird in einer etwas vereinfachten Form auch heute noch von Jochen Seggelke angeboten, sowohl für die deutsche wie die französische Klarinette.
2. Bei einer Klarinette ohne die später hinzugekommene umständliche Becher-Mechanik ist normalerweise entweder das tiefe E zu tief oder das in derselben Weise gegriffene zweigestrichene H zu hoch (oder es wird zwischen beiden Tonen vermittelt). Schmidt erreichte die richtige Stimmung für das tiefe E und zugleich einen sonoren Klang dieses Tones durch ein Loch am Anfang des Bechers (Abb. Detail 4). Dass dadurch das zweigestrichene H nicht in Mitleidenschaft gezogen wurde und sich auch frei entfalten konnte, ist eine Folge der gesamten Bauweise u. a. mit einer größeren und lackierten Innenbohrung, einer dickeren Wandung des Korpus, einem gegenüber Oehler größeren Konus am Ende des Unterstücks, einem dünnwandigeren Becher mit größerem Volumen und einem zylindrischen Mundstück mit einem Durchmesser von bis zu 5,7 statt 5,4 mm.
3. Die Schmidt-Kolbe-Klarinette verfügt über einen Mechanismus für einen Gabelgriff für das eingestrichene F, das damit wie das zweigestrichene B gegriffen werden kann (Abb. Detail 2). Daher ist die Verbindung der Töne Des, Es und F in der eingestrichenen Oktave im Gegensatz zur Oehler-Klarinette unproblematisch, bei der man dazu mit dem Zeigefinger von einer Trillerklappe zur nächsten rutschen muss. (Beim französischen System gibt es das Problem nicht, weil das eingestrichene F anders gegriffen wird als beim deutschen System.)
4. Es gibt eine mechanische Verbindung zwischen dem Ober- und dem Unterstück. Diese ermöglicht zusammen mit der Klappe für das kleine B bzw. das zweigestrichene Fis einen leichten Wechsel von B nach Cis' bzw. von Fis" nach Gis" und auch die entsprechenden Triller (Abb. Detail 5).
5. Die geschlossenen Finger der linken Hand und der rechte Zeigefinger ergeben den Ton B in der kleinen Oktav bzw. das zweigestrichene F statt wie bisher das jeweils einen halben Ton höher liegende H bzw. das Fis (Übernahme von der Böhm-Klarinette). Dadurch bedingt liegt der blinde Deckel, der bei der Oehler-Klarinette an der Stelle des mittleren Tonlochs des Unterstücks liegt, nunmehr an der Stelle des oberen (Abb. Detail 3).
Weitere Unterschiede zur Oehler-Klarinette sind:
Das Oberstück ist bei Kolbe deutlich länger als bei Oehler, das Unterstück deutlich kürzer.
Beim Übergang zum Schallbecher ist die konische Verbreiterung im Unterstück bei Kolbe länger und größer als bei Oehler und begünstigt die Ansprache des dritten Registers.

## Verbundene Artikel
- Griffsysteme Klarinette
- Oehler-System
- Böhm-System
- Reform-Böhm-System
- Fritz Wurlitzer
- Rudolf Gall